# São Miguel do Araguaia
São Miguel do Araguaia este un oraș în Goiás (GO), Brazilia.